# Victoria Bergmans svaghet
Victoria Bergmans svaghet är en romansvit i tre delar av Jerker Eriksson och Håkan Sundquist utgiven på Ordupplaget. Den första delen, Kråkflickan, gavs ut 2010 och den andra delen, Hungerelden, 2011. Böckerna är översatta till italienska, danska och norska och under 2012 även på franska och holländska. Recensenter har jämfört serien med Lars Kepler och Stieg Larssons Millennium-serien.